# Prooncholaimus keiensis
Prooncholaimus keiensis is een rondwormensoort uit de familie van de Oncholaimidae.